# Конвенція проти катувань та інших жорстоких, нелюдських або таких, що принижують гідність, видів поводження і покарання
Конве́нція про́ти катува́нь та і́нших жорсто́ких, нелю́дських або́ таки́х, що прини́жують гі́дність, ви́дів пово́дження та покара́ння (англ. The Convention against Torture and Other Cruel, Inhuman or Degrading Treatment or Punishment), більше відома під назвою Конве́нція ООН про́ти катува́нь — це міжнародний інструмент захисту прав людини, що прийнятий ООН в 1984 році та набув чинності в 1987 році. Конвенція забороняє катування при будь-яких обставинах, забороняє видачу осіб у країни, де для них існує серйозна загроза катувань, та встановлює обов'язковість кримінального переслідування за катування. Станом на вересень 2014 року в конвенції беруть участь 156 держав.
Нагляд за виконанням конвенції здійснює Комітет проти катувань у складі десяти експертів. Комітет робить зауваження по доповідях держав-учасниць конвенції та розглядає скарги на ті держави-учасниці, які визнали відповідну компетенцію комітету, зробивши заяву згідно зі статтями 21 і 22 конвенції. У 1992 році прийняті поправки до конвенції, котрі не набули чинності станом на 2012 рік.
У 2002 році був прийнятий, а у 2006 році набув чинності факультативний протокол до конвенції, який створив механізм візитів за моделлю ЄКПЗК. Ці функції виконує Підкомітет з запобігання катувань та інших жорстоких, нелюдських та принижуючих гідність видів поводження та покарання Комітету проти катувань. Також протокол встановлює для держав-учасниць обов'язок створення національного превентивного механізму. Станом на вересень 2012 у факультативному протоколі — 72 підписанти й 63 сторони.
Станом на березень 2009 року, заяву про визнання компетенції комітету розглядати індивідуальні скарги зробили 64 держави, розглянуто 379 скарг, з них по 47 констатовані порушення.